# Frasier-Syndrom
Das Frasier-Syndrom (FS) ist eine sehr seltene angeborene Erkrankung mit den Hauptmerkmalen Pseudohermaphroditismus und fortschreitende Glomerulopathie.
Die Bezeichnung bezieht sich auf den Erstautoren der Erstbeschreibung aus dem Jahre 1964 durch die US-amerikanischen Pädiater S. D. Frasier, R. A. Bashore und H. D. Mosier.

## Verbreitung
Die Häufigkeit wird mit unter 1 zu 1.000.000 angegeben, bislang wurden etwa 50 Betroffene beschrieben. Die Vererbung erfolgt autosomal-dominant.

## Ursache
Der Erkrankung liegen Mutationen im WT1-Gen auf Chromosom 11 Genort p13 zugrunde, welches für ein DNA-bindendes Zinkfingerprotein kodiert. Das Wilms-Tumor-Protein ist gleichfalls beteiligt.
Dieses Gen ist auch beim Denys-Drash-Syndrom, beim Meacham-Syndrom und der Hypospadie beteiligt.

## Klinische Erscheinungen
Klinische Kriterien sind:
- männlicher Pseudohermaphroditismus, normal weibliches äußeres Genitale, Stranggonaden und einen Karyotyp 46,XY.
- glomeruläre Nephropathie mit Proteinurie und nephrotischem Syndrom
- als junge Erwachsene terminales Nierenversagen
- deutlich erhöhtes Risiko für die Entwicklung eines Gonadoblastomes

## Klassifikation
Nach dem Phänotyp der äußeren Genitalia wurde folgende Einteilung vorgeschlagen:
- Typ 1 mit weiblichem Genitale, Karyotyp 46,XY, häufigste Form
- Typ 2 mit männlichem Genitale, Karyotyp 46,XY
- Typ 3 mit weiblichem Genitale Karyotyp 46,XX

Bei letzterem Typ wurden keine Gonadoblastome beobachtet.

## Differentialdiagnose
Abzugrenzen sind das Swyer-Syndrom und das Denys-Drash-Syndrom.